# Elisa Știrbei
Elisa Știrbei (n. 2 mai 1870, Buftea, România – d. 13 mai 1957, București, România), a fost o descendentă a ilustrei familii Știrbei, nepoată de Domn, sora Prințului Barbu Știrbey, fost prim-ministru (în 1927), și soția lui Alexandru Marghiloman, apoi a lui Ion I.C. Brătianu.

## Biografie
Tatăl Elisei Știrbei a fost Alexandru Știrbei, om politic, iar mama Maria Ghica Comănești. Prin bunica Elisaveta este și descendentă din neamul Brâncovenilor.
În 1890 s-a căsătorit cu Alexandru Marghiloman, de care a divorțat mai târziu; în 1907 s-a căsătorit cu Ion I.C. Brătianu. Până în anul 1927, la moartea ultimului ei soț, a fost în centrul vieții politice românești. A fost o ființă distinsă, inteligentă, poliglotă (vorbea și scria în cel puțin trei limbi străine: franceza, engleza și germana). 
A fost pasionată de portul popular românesc: a desenat 179 de planșe cu motivele culese din satele din Muntenia și Bucovina, a organizat un atelier și o școală de cusături populare, a deschis magazinul de artă populară "Albina". A deținut o impresionantă colecție de ii, parte din ea, 138 de bucăți, a donat-o statului.
După venirea comuniștilor la putere, în 1948 aproape întreaga avere i-a fost expropriată și a fost evacuată din casă.
A murit la vârsta de 87 de ani supraviețuind 30 de ani soțului ei, Ion I.C. Brătianu.